# Eschaton
Eschaton è il terzo album in studio del gruppo musicale black metal britannico Anaal Nathrakh, pubblicato nel 2006.

## Tracce
1. Bellum Omnium Contra Omnes – 3:16
2. Between Shit and Piss We Are Born – 3:54
3. Timewave Zero – 3:01
4. The Destroying Angel – 3:11
5. Waiting for the Barbarians – 4:46
6. The Yellow King – 4:54
7. When the Lion Devours Both Dragon and Child – 4:57
8. The Necrogeddon – 4:11
9. Regression to the Mean – 3:12

## Formazione
Gruppo
- Irrumator - tutti gli strumenti
- V.I.T.R.I.O.L. - voce

Collaboratori
- Attila Csihar - voce (traccia 9)
- Ventnor - chitarra
- Drunk - samples
- Shane Embury - basso